# Spatalia argentina
Spatalia argentina là một loài bướm đêm thuộc họ Notodontidae. Nó được tìm thấy ở miền trung và Nam Âu, through Thổ Nhĩ Kỳ và Iraq, up to Iran.
Sải cánh dài 35–40 mm. Con trưởng thành bay từ tháng 4 đến tháng 8 làm hai đợt tùy theo địa điểm.
Ấu trùng chủ yếu ăn các loài Quercus, nhưng cũng ăn cả các loài Salix và Populus.